# ОШ „Др Џевад Љајић” ИО Камешница
ОШ „Др Џевад Љајић” у Камешници на територији општине Сјеница, једно је од издвојених одељења матичне основне школе „Др Џевад Љајић” из Дуге Пољане.
У Камешници је школа основана и почела са радом 1945. године у кући Беља Хаџића(Јакуповића). Први учитељ био је Осмо Капетановић из Сјенице. Школу је похађало 40 ученика. На месту данашње сколе 1953. године изграђена је школска зграда сеоским самодоприносом. Имала је две учионице, стан за учитеља и салу за фискултуру, у новој школи први учитељ био је Миљко Урошевић.